# Derek Webster
Derek Webster est un acteur américain. Il participe à quelques films connus (Stargate, la porte des étoiles, Godzilla...) mais surtout décroche un rôle principal dans la série télévisée Mental.

## Filmographie

### Cinéma
- 1981 : L'Implacable Ninja (Enter the Ninja) de Menahem Golan
- 1988 : Promised Land
- 1989 : Strapless
- 1992 : Black and White
- 1993 : Le Retour de l'Homme de fer
- 1993 : Short Cuts - Les Américains
- 1994 : Stargate, la porte des étoiles
- 1996 : Independence Day
- 1997 : Childhood Sweetheart ?
- 1997 : NightMan
- 1998 : Queen Emeraldas
- 1998 : Sweet Jane
- 1998 : Godzilla
- 2010 : Mesures exceptionnelles

### Télévision
- 1993 : Promo 96 (Série télévisée, 1 épisode)
- 1993 : Star Trek : La Nouvelle Génération (Série télévisée, 1 épisode)
- 1994 : SeaQuest, police des mers (Série télévisée, 1 épisode)
- 1995 : M.A.N.T.I.S. (Série télévisée, 1 épisode)
- 1995 - 1996 : Josh Kirby... Time Warrior (Série télévisée, 6 épisode)
- 1996 : Une nounou d'enfer (Série télévisée, 1 épisode)
- 1996 : Party Girl (Série télévisée, 1 épisode)
- 1997 : The Sentinel (Série télévisée, 1 épisode)
- 1997 - 1998 : Night Man (Série télévisée, 21 épisodes)
- 2000 : Sports Night (Série télévisée, 1 épisode)
- 2001 : Urgences (Série télévisée, 1 épisode)
- 2001 : La Vie avant tout (Série télévisée, 1 épisode)
- 2002 : Providence (Série télévisée, 1 épisode)
- 2003 : Threat Matrix (Série télévisée, 1 épisode)
- 2004 : Everwood (Série télévisée, 1 épisode)
- 2004 : New York Police Blues (Série télévisée, 1 épisode)
- 2001 - 2005 : JAG (Série télévisée, 4 épisodes)
- 2005 : Supernatural (Série télévisée, 1 épisode)
- 2004 - 2006 : NCIS : Enquêtes spéciales (Série télévisée, 3 épisodes)
- 2006 : Esprits criminels (Série télévisée, 1 épisode)
- 2006 : Nip/Tuck (Série télévisée, 1 épisode)
- 2007 : Bones (Série télévisée, 1 épisode)
- 2007 : Preuve à l'appui (Série télévisée, 1 épisode)
- 2007 : The Nine (Série télévisée, 1 épisode)
- 2007 : K-Ville (Série télévisée, 3 épisodes)
- 2008 : Des jours et des vies (Série télévisée, 1 épisode)
- 2008 : Eli Stone (Série télévisée, 1 épisode)
- 2008 : Boston Justice (Série télévisée, 1 épisode)
- 2008 : Ultime Combat (téléfilm)
- 2008 : Les Experts : Miami (Série télévisée, 1 épisode)
- 2009 : Raising the Bar : Justice à Manhattan (Série télévisée, 1 épisode)
- 2009 : Mental (Série télévisée, 13 épisodes)
- 2009 : Grey's Anatomy (Série télévisée, 1 épisode)
- 2010 : Edgar Floats (Série télévisée, 1 épisode)
- 2010 : Bailey et Stark (The Good Guys) (Série télévisée, 1 épisode)
- 2010 : Mentalist (Série télévisée, 1 épisode)
- 2011 : Desperate Housewives (Série télévisée, 2 épisodes)
- 2011 : Breakout Kings (Série télévisée, 1 épisode)
- 2011 : Damages (Série télévisée, 8 épisodes)
- 2011 : La Loi selon Harry (Harry's Law) (Série télévisée, 2 épisodes)
- 2011 : The Closer (Série télévisée, 1 épisode)
- 2011 : Castle (Série télévisée, 1 épisode)
- 2011 : The Longer Day of Happiness (Série télévisée, 1 épisode)
- 2012 : Revolution (Série télévisée, 1 épisode)
- 2021 : 9-1-1 : Lone Star : Charles Vega (Série télévisée, 10 épisode)